# پائزه
پائزه (به ایتالیایی: Paese) یک کومونه در ایتالیا است که در استان ترویزو واقع شده‌است. پائزه ۳۸٫۰ کیلومتر مربع مساحت و ۲۲٬۰۲۰ نفر جمعیت دارد.